# سهل بن عثمان العسكري
سهل بن عثمان بن فارس، أبو مسعود العسكري، الكندي نزيل الري، من أئمة ورواة الحديث وهو صدوق حسن الحديث له غرائب.
قال أبو الشيخ: خرج عن أصبهان إلى الري في سنة اثنتين وثلاثين ومائتين، ثم رجع إلى العراق، قال: ومات بعسكر مكرم، وكان كثير الفوائد والغرائب. قال الذهبي: «الإمام الحافظ المجود الثبت أبو مسعود العسكري...وكان من مشايخ الإسلام». مات سنة خمس وثلاثين ومائتين.

## روايته للحديث النبوي
- روى عن: إبراهيم بن حميد الطويل، وإبراهيم بن سعد، وإبراهيم بن محمد بن مالك الهمداني، وإبراهيم بن يزيد بن مردانبه، وأسد بن عمرو البجلي القاضي، وإسماعيل بن حماد بن أبي حنيفة، وجنادة بن سلم السوائي، والحارث بن عمران الجعفري، وحفص بن غياث ، وحماد بن زيد، وزياد بن عبد الله البكائي ، وزيد بن الحباب، وسعير بن الخمس، وأبي الأحوص سلام بن سليم، وشريك بن عبد الله النخعي، وعبد الله بن الأجلح، وعبد الله بن جعفر بن نجيح المديني، وعبد الله بن المبارك، وعبد الحميد بن عبد الرحمن الحماني، وعبد الرحمن بن عبد الملك بن أبجر، وعبد الرحمن بن محمد المحاربي، وعبد الرحيم بن سليمان، وعبد الرزاق بن همام، وعبد الوارث بن سعيد، وعبيدة بن حميد، وعبيس بن بهيس البصري، وعقبة بن خالد السكوني ، وعلي بن غراب، وعلي بن مسهر ، وعمرو بن أبي المقدام ثابت بن هرمز، وأبي مالك عمرو بن هاشم الجنبي، وعمران بن محمد بن عبد الرحمن بن أبي ليلى، وقبيصة بن الليث الأسدي، ومحبوب بن محرز القواريري، ومحمد بن أبان العنبري، ومحمد بن بكر البرساني، وأبي معاوية محمد بن خازم الضرير ، ومروان بن معاوية الفزاري ، والمسيب بن شريك، والمعلى بن هلال، والنضر بن منصور الكوفي، ووكيع بن الجراح، ويحيى بن زكريا بن أبي زائدة ، ويزيد بن زريع .
- روى عنه: مسلم ، وإبراهيم بن حرب العسكري، وأبو جعفر أحمد بن عبد الله بن زياد التستري، وأحمد بن عبد الله بن العباس الأقطع الرازي نزيل بغداد، وأحمد بن علي بن إسماعيل بن علي بن الأسفذني، وأبو مسعود أحمد بن الفرات الرازي، وأحمد بن القاسم بن مساور الجوهري، وأحمد بن النضر بن عبد الوهاب النيسابوري، وإسحاق بن خالويه البابسيري، وإسماعيل بن عبد الله الأصبهاني سمويه، وجعفر بن أحمد بن فارس الأصبهاني، وأبو يحيى جعفر بن محمد بن الحسن الزعفراني الرازي، والحسن بن سفيان، والحسن بن العباس الرازي المقرئ، والحسين بن إسحاق التستري، والحسين بن بحر البيروذي، وسهل بن مردويه الأهوازي الفارض، وعبد الله بن محمد بن العباس الأصبهاني، وعبد الرحمن بن سهل الرازي، وأبو يحيى عبد الرحمن بن محمد بن سلم الرازي، وعبد المؤمن بن أحمد الجنديسابوري، وعبدان بن أحمد الأهوازي، وأبو زرعة عبيد الله بن عبد الكريم الرازي، وعلي بن أحمد بن بسطام الزعفراني، وعلي ابن المديني - وهو من أقرانه - وعمر بن مدرك القاص، والقاسم بن محمد بن الصباح النحوي الأصبهاني، والقاسم بن مندة بن كوشيذ الضرير الأصبهاني، ومحمد بن إبراهيم بن زياد الطيالسي، وأبو حاتم محمد بن إدريس الرازي، ومحمد بن عبد الله بن الحسن الأصبهاني، ومحمد بن يحيى بن أبي سمينة البغدادي - وهو من أقرانه - ومحمد بن يحيى بن سهل بن محمد بن الزبير العسكري.[4]

## الجرح والتعديل
- قال أبو الشيخ الأصبهاني: «له غرائب كثيرة».
- قال أبو حاتم الرازي: «صدوق».
- قال ابن حجر العسقلاني: «أحد الحفاظ له غرائب».
- قال الذهبي: «الحافظ، ثقة صاحب غرائب».
- قال مصنفوا تحرير تقريب التهذيب: «صدوق له غرائب».[2]